# Oedothorax trilobatus
Oedothorax trilobatus är en spindelart som först beskrevs av Banks 1896.  Oedothorax trilobatus ingår i släktet Oedothorax och familjen täckvävarspindlar. Inga underarter finns listade i Catalogue of Life.